# Cova Negra
La Cova Negra és un una cova al terme municipal de Xàtiva, a l'Estret de les Aigües a la vora del riu d'Albaida (també conegut com a riu d'Alboi) i que és coneguda internacionalment per ser un important jaciment arqueològic. Allà s'han trobat restes dels darrers humans de Neandhertal que habitaren Europa. A més, la Cova Negra és un Paratge Natural Municipal declarat per acord de la Generalitat Valenciana el 31 de març del 2006. Aquest paratge natural de 57,18 ha se situa en l'estreta vall formada pel riu Albaida, en travessar els relleus de la serra Grossa, a l'eixida del denominat Estret de les Aigües. En el meandre més ampli que forma el riu Albaida, a l'altura del pic del Paller, s'observa la Cova Negra, denominada d'esta manera per l'aspecte negrós de les seues parets.

## Vegetació
Poden distingir-se clarament dues unitats ambientals, la fluvial i la muntanyenca. En la primera, es troben comunitats vegetals flotants o submergides, com la formada per les llentilles d'aigua i les carofícies i, a les zones tranquil·les del llit del riu, abundants comunitats de macròfits. En la zona de la ribera, es troben sobretot comunitats de canyar, canyissars i jonqueres, a més de murtes i baladres. També estan ben representades les formacions de boscos riparis típics d'ecosistemes de ribera amb presència de xops i oms.
En la zona muntanyenca, dominen el matoll, el coscoll i el llentiscle, juntament amb espècies com el margalló i d'altres com el garrofer o l'ullastre. Les formacions de brolla, ben adaptades als sòls pobres, són la formació més estesa per tota la zona, amb espècies com el bruc, l'argelaga o l'estepa blanca. També són hi destacables les espècies de timons, com la pebrella, endemisme valencià, i d'altres de gran interès en apicultura i medicina popular: cua de gat, herba d'olives, etc.
També estan presents espècies endèmiques pròpies de les parets i fissures rocoses: com l'orella de ratolí o l'orelleta de roca; això no obstant, l'espècie de major rellevància és l'ull de perdiu, espècie inclosa en totes les llistes internacionals sobre espècies en perill d'extinció, i la seua àrea de distribució es restringeix únicament a les muntanyes del Buixcarró i del Mondúber, i a Xàtiva a la serra del Castell i a la Cova Negra.

## Fauna
Pel que fa a la fauna, hi existixen amfibis com Bufo bufo, Bufo caramida i Rana perezi; rèptils com el dragó comú, la sargantana cuallarga o la sargantana comuna; mamífers com l'eriçó comú, la musaranya comuna, la geneta o el porc senglar, i aus, el grup millor representat, amb la presència, entre d'altres, de l'àguila de panxa blanca, el xoriguer, la falcia o l'oriol.

## Paisatge

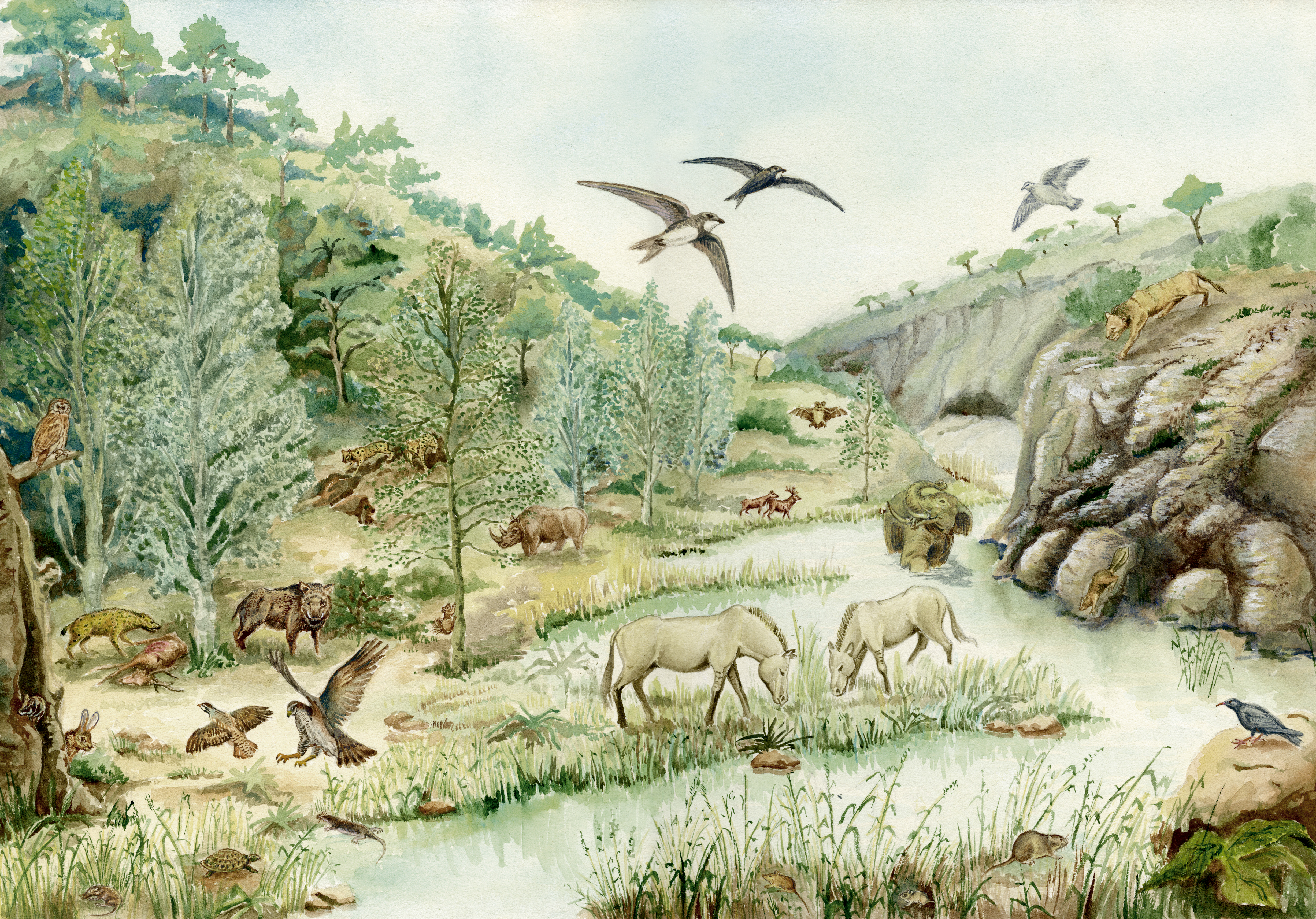
Paisatge de la Cova Negra amb fauna del Paleolític mitjà.

El valor paisatgístic d'aquest enclavament és molt elevat, i s'accentua el seu interès a tractar-se d'un estret congost encaixat en els contraforts de la serra Grossa. La senda existent al llarg d'aquest tram del riu constituïx un bon lloc d'observació, des del qual pot obtenir-se una bona perspectiva de tota la conca visual del paratge.

## Presència humana
La Cova Negra, declarada Bé d'Interés Cultural, constituïx un jaciment en el context de la prehistòria europea bàsic per a explicar el món de l'humà de Neanderthal i la cultura musteriana. Un altre dels elements patrimonials importants existents en el paratge és la canalització medieval que el recorre en tota la seua extensió i que conduïa l'aigua del brollador de Bellús fins a la ciutat de Xàtiva. Es van construir galeries o aqüeductes, entre els quals destaquen per la seua singularitat les Arcadetes d'Alboi i l'aqüeducte de Sant Antoni.
La utilització de l'espai de l'estret de les Aigües i l'explotació dels seus recursos ha arribat fins a l'època industrial, de la Casa de la Llum, instal·lació destinada a la producció d'electricitat mitjançant l'aprofitament de la força de l'aigua estancada riu amunt.

## Investigacions
El jaciment ha estat investigat des de 1928, sota la direcció del col·laborador del Servei d'Investigació Prehistòrica Gonzalo Viñes Massip. Les excavacions van continuar durant els anys 1920 i 1930, i a la dècada de 1950, sota la direcció d'arqueòlegs com Domingo Fletcher, Enric Pla i Ballester o Francisco Jordà, es produïren noves investigacions amb la col·laboració econòmica de la Wenner-Gren Foundation for Anthropological Research.